# Temporada 1988-89 de Los Angeles Clippers
La temporada 1988-89 fue la quinta de los Clippers en la NBA en su nueva localización de Los Angeles, y la undécima en el estado de California, tras moverse desde Búfalo (Nueva York), donde disputaron ocho temporadas con la denominación de los Buffalo Braves. La temporada regular acabó con 21 victorias y 61 derrotas, ocupando el duodécimo puesto de la conferencia Oeste, no logrando clasificarse para los playoffs.

## Elecciones en elDraft
| Ronda | Puesto | Jugador        | Posición  | Nacionalidad   | Universidad  |
| ----- | ------ | -------------- | --------- | -------------- | ------------ |
| 1     | 1      | Danny Manning  | Ala-Pívot | Estados Unidos | Kansas       |
| 1     | 6      | Hersey Hawkins | Escolta   | Estados Unidos | Bradley      |
| 2     | 45     | Tom Garrick    | Base      | Estados Unidos | Rhode Island |
| 3     | 51     | Rob Lock       | Ala-Pívot | Estados Unidos | Kentucky     |

## Temporada regular
| División Pacífico        | División Pacífico | División Pacífico | División Pacífico | División Pacífico | División Pacífico | División Pacífico | División Pacífico | División Pacífico |
| Equipo                   | G                 | P                 | %                 | PD                | Casa              | Fuera             | Div               |                   |
| ------------------------ | ----------------- | ----------------- | ----------------- | ----------------- | ----------------- | ----------------- | ----------------- | ----------------- |
| y-Los Angeles Lakers     | 57                | 25                | .695              | –                 | 35–6              | 22–19             | 25–9              |                   |
| x-Phoenix Suns           | 55                | 27                | .671              | 2                 | 35–6              | 20–21             | 23–11             |                   |
| x-Seattle SuperSonics    | 47                | 35                | .573              | 10                | 31–10             | 16–25             | 20–14             |                   |
| x-Golden State Warriors  | 43                | 39                | .524              | 14                | 29–12             | 14–27             | 15–19             |                   |
| x-Portland Trail Blazers | 39                | 43                | .476              | 18                | 28–13             | 11–30             | 17–17             |                   |
| Sacramento Kings         | 27                | 55                | .329              | 30                | 21–20             | 6–35              | 12–22             |                   |
| Los Angeles Clippers     | 21                | 61                | .256              | 36                | 17–24             | 4–37              | 7–27              |                   |

## Estadísticas
| Rk | Jugador          | Edad | P  | PT | MP   | TC  | TCI  | %TC  | T3  | T3I | %T3  | TL  | TLI | %TL  | RO  | RD  | RT  | AS  | RB  | TAP | BP  | FP  | PTS  |
| -- | ---------------- | ---- | -- | -- | ---- | --- | ---- | ---- | --- | --- | ---- | --- | --- | ---- | --- | --- | --- | --- | --- | --- | --- | --- | ---- |
| 1  | Ken Norman       | 24   | 80 | 79 | 37.8 | 8.0 | 15.9 | .502 | 0.1 | 0.3 | .190 | 2.1 | 3.4 | .630 | 3.1 | 5.3 | 8.3 | 3.5 | 1.3 | 0.8 | 2.6 | 2.8 | 18.1 |
| 2  | Danny Manning    | 22   | 26 | 18 | 36.5 | 6.8 | 13.8 | .494 | 0.0 | 0.2 | .200 | 3.0 | 4.0 | .767 | 2.7 | 3.9 | 6.6 | 3.1 | 1.7 | 1.0 | 3.6 | 3.4 | 16.7 |
| 3  | Benoit Benjamin  | 24   | 79 | 62 | 32.7 | 6.2 | 11.5 | .541 | 0.0 | 0.0 | .000 | 4.0 | 5.4 | .744 | 2.1 | 6.7 | 8.8 | 2.0 | 0.7 | 2.8 | 3.0 | 2.8 | 16.4 |
| 4  | Charles Smith    | 23   | 71 | 56 | 30.4 | 6.1 | 12.4 | .495 | 0.0 | 0.0 | .000 | 4.0 | 5.5 | .725 | 2.4 | 4.1 | 6.5 | 1.5 | 1.0 | 1.3 | 2.1 | 3.8 | 16.3 |
| 5  | Gary Grant       | 23   | 71 | 48 | 27.1 | 5.1 | 11.7 | .435 | 0.1 | 0.3 | .227 | 1.7 | 2.3 | .735 | 1.1 | 2.2 | 3.4 | 7.1 | 2.0 | 0.1 | 3.6 | 2.4 | 11.9 |
| 6  | Quintin Dailey   | 28   | 69 | 51 | 25.0 | 6.5 | 14.0 | .465 | 0.0 | 0.1 | .111 | 3.1 | 4.1 | .759 | 1.0 | 2.0 | 3.0 | 2.2 | 1.3 | 0.1 | 1.8 | 2.2 | 16.1 |
| 7  | Norm Nixon       | 33   | 53 | 30 | 24.9 | 2.9 | 7.0  | .414 | 0.2 | 0.5 | .276 | 0.9 | 1.2 | .738 | 0.2 | 1.2 | 1.5 | 6.4 | 0.9 | 0.0 | 2.2 | 1.3 | 6.8  |
| 8  | Joe Wolf         | 24   | 66 | 15 | 22.0 | 2.6 | 6.1  | .423 | 0.0 | 0.2 | .143 | 0.7 | 1.0 | .688 | 1.3 | 2.8 | 4.1 | 1.7 | 0.5 | 0.2 | 1.4 | 2.3 | 5.8  |
| 9  | Tom Garrick      | 22   | 71 | 20 | 21.1 | 2.5 | 5.1  | .490 | 0.0 | 0.2 | .000 | 1.4 | 1.8 | .803 | 0.5 | 1.7 | 2.2 | 3.4 | 1.1 | 0.1 | 1.6 | 2.0 | 6.4  |
| 10 | Reggie Williams  | 24   | 63 | 17 | 20.7 | 4.1 | 9.4  | .438 | 0.5 | 1.7 | .288 | 1.5 | 1.9 | .754 | 1.1 | 1.7 | 2.8 | 1.6 | 1.3 | 0.5 | 1.8 | 2.9 | 10.2 |
| 11 | Ken Bannister    | 28   | 9  | 2  | 14.4 | 2.4 | 4.0  | .611 | 0.0 | 0.1 | .000 | 3.3 | 5.9 | .566 | 0.7 | 3.0 | 3.7 | 0.3 | 0.8 | 0.2 | 0.9 | 1.9 | 8.2  |
| 12 | Kevin Williams   | 27   | 9  | 0  | 12.7 | 1.6 | 3.6  | .438 | 0.0 | 0.0 |      | 0.7 | 0.9 | .750 | 1.0 | 1.2 | 2.2 | 1.9 | 0.6 | 0.3 | 1.1 | 1.9 | 3.8  |
| 13 | Greg Kite        | 27   | 58 | 12 | 12.6 | 0.8 | 2.1  | .405 | 0.0 | 0.0 |      | 0.2 | 0.5 | .452 | 1.1 | 2.1 | 3.3 | 0.5 | 0.4 | 0.8 | 0.8 | 2.0 | 1.9  |
| 14 | Eric White       | 23   | 37 | 0  | 11.7 | 1.7 | 3.2  | .521 | 0.0 | 0.0 |      | 0.9 | 1.1 | .810 | 0.9 | 1.0 | 1.9 | 0.5 | 0.3 | 0.0 | 0.7 | 1.1 | 4.3  |
| 15 | Ennis Whatley    | 26   | 8  | 0  | 11.3 | 1.5 | 4.1  | .364 | 0.0 | 0.0 |      | 1.3 | 1.4 | .909 | 0.3 | 1.8 | 2.0 | 2.8 | 0.9 | 0.1 | 1.4 | 1.9 | 4.3  |
| 16 | Grant Gondrezick | 26   | 27 | 0  | 9.0  | 1.4 | 3.5  | .400 | 0.1 | 0.4 | .273 | 1.0 | 1.5 | .650 | 0.6 | 0.8 | 1.3 | 1.3 | 0.5 | 0.0 | 0.6 | 1.3 | 3.9  |
| 17 | Dave Popson      | 24   | 10 | 0  | 6.8  | 1.1 | 2.5  | .440 | 0.0 | 0.0 |      | 0.1 | 0.2 | .500 | 0.5 | 1.1 | 1.6 | 0.6 | 0.1 | 0.2 | 0.6 | 0.9 | 2.3  |
| 18 | Rob Lock         | 22   | 20 | 0  | 5.5  | 0.5 | 1.6  | .281 | 0.0 | 0.0 |      | 0.6 | 0.8 | .800 | 0.7 | 0.9 | 1.6 | 0.2 | 0.2 | 0.2 | 0.7 | 0.8 | 1.5  |
| 19 | Rob Rose         | 24   | 2  | 0  | 1.5  | 0.0 | 0.5  | .000 | 0.0 | 0.0 |      | 0.0 | 0.0 |      | 0.5 | 0.5 | 1.0 | 0.0 | 0.0 | 0.0 | 0.0 | 0.0 | 0.0  |
| 20 | Barry Sumpter    | 23   | 1  | 0  | 1.0  | 0.0 | 1.0  | .000 | 0.0 | 0.0 |      | 0.0 | 0.0 |      | 0.0 | 0.0 | 0.0 | 0.0 | 0.0 | 0.0 | 0.0 | 0.0 | 0.0  |

## Galardones y récords
| Jugador/Entrenador | Galardón                            |
| Charles Smith      | Mejor quinteto de rookies de la NBA |